# Hispophora
Hispophora is een geslacht van vlinders van de familie spanners (Geometridae), uit de onderfamilie Ennominae.

## Soorten
- H. amica (Prout, 1915)
- H. lechriospilota (Prout, 1922)